# Lagstiftande församling
En lagstiftande församling, även benämnt som folkrepresentation eller legislatur, är en beslutande församling inom en suverän statsbildning som innehar lagstiftande makt.
Den lagstiftande församlingens makt och inflytande kan begränsas av andra grenar av statsmakten, som statschefen eller domstolar om det råder maktdelning, eller i parlamentarism där den verkställande makten utövas av den som har stöd i den lagstiftande församlingen. 
I federationer och konfederationer finns även lagstiftande församlingar i de ingående delstaterna.

## System för lagstiftande församlingar
- Parlamentarism, system där en lagstiftande församling har konstitutionell suveränitet
- Maktdelningsprincipen, system där en lagstiftande församling delar den konstitutionella makten med andra institutioner
- Totalitarism, system där en lagstiftande församling inte har någon reell makt utan endast tjänar till att legitimera regimen

## Namn på lagstiftande församlingar
- Parlament, egennamn på vissa lagstiftande församlingar (ibland oberoende av att parlamentarism tillämpas)
  - Europaparlamentet – en av Europeiska unionens två lagstiftande institutioner (den andra är Europeiska unionens råd)
- Kongress, egennamn på vissa lagstiftande församlingar
  - Argentinas nationalkongress – Argentinas lagstiftande församling
  - Brasiliens nationalkongress – den lagstiftande församlingen i Brasilien
  - Chiles kongress – den lagstiftande församlingen i Chile
  - Filippinernas kongress – den lagstiftande församlingen i Filippinerna
  - Mikronesiens federerade staters kongress – parlamentet i Mikronesiens federerade stater
  - USA:s kongress – USA:s högsta lagstiftande församling
- Riksdag, egennamn på vissa lagstiftande församlingar i Europa (bland annat Finland och Sverige[2])
- Lantdag, egennamn på vissa lagstiftande församlingar i Europa
- Lagtinget, egennamn på vissa lagstiftande församlingar i Europa
  - Lagting (Stortinget) var ena av två kamrar som det norska Stortinget var uppdelat i fram till 1 oktober 2009
  - Färöarnas lagting är Färöarnas lagstiftande församling
  - Ålands lagting är det självstyrda Ålands parlament
- Duma, egennamn på lagstiftande församlingar i Ryssland
- Högsta sovjet, egennamn på högsta beslutande församling i sovjetrepubliker
- Majlis, egennamn på vissa lagstiftande församlingar i Asien